# Fatua Corona
Fatua Corona est une corona, formation géologique en forme de couronne, située sur la planète Vénus par -16,3° S et 17,7° E. Elle est localisée dans le quadrangle d'Alpha Regio. Elle a été nommée en référence à Fatua, déesse romaine de la fertilité. 

## Géographie et géologie
Fatua Corona couvre une surface circulaire d'environ 400 km de diamètre. Cette formation fait partie des 59 coronae de plus de 400 km de diamètre sur la surface de Vénus.